# Outlander (5.ª temporada)
A quinta temporada da série Outlander, estreou em 16 de fevereiro de 2020 no canal Starz. Em 9 de maio de 2018, Starz renovou a série para uma quinta e sexta temporada, que adaptam The Fiery Cross e A Breath of Snow and Ashes, respectivamente, e cada temporada será composta por doze episódios.
Nesta temporada, os Frasers se esforçam para prosperar dentro de uma sociedade em que, como Claire bem sabe, está marchando em direção à Revolução Americana. Neste contexto, no qual o nascimento de uma nova nação americana será anunciado em breve, Claire e Jamie construíram uma casa juntos em Fraser's Ridge.
A quinta temporada tem uma pontuação no Metacritic de 73 em 100, com base em 4 revisões, indicando "revisões geralmente favoráveis". O Rotten Tomatoes reporta uma classificação de 95% com uma classificação média de 7,53/10 com base em 5 avaliações.

## Elenco

### Elenco principal
- Caitriona Balfe como Claire Fraser
- Sam Heughan como Jamie Fraser
- Sophie Skelton como Brianna MacKenzie
- Richard Rankin como Roger MacKenzie
- Maria Doyle Kennedy como Jocasta Cameron
- Duncan Lacroix como Murtagh Fraser
- David Berry como Lorde John Grey
- Edward Speleers como Stephen Bonnet
- César Domboy como Fergus Fraser
- Lauren Lyle como Marsali Fraser
- John Bell como Jovem Ian Murray
- Colin McFarlane como Ulysses
- Caitlin O'Ryan como Lizzie Wemyss
- Billy Boyd como Gerald Forbes
- Chris Larkin como Richard Brown
- Ned Dennehy como Lionel Brown
- Graham McTavish como Buck MacKenzie

### Elenco recorrente
- Paul Gorman como Josiah e Keziah Beardsley
- Jon Tarcy como Isaiah Morton
- Tim Downie como Governador Tryon
- Michael D. Xavier como Tenente Hamilton Knox
- Kyle Rees como John Quincy Myers
- Martin Donaghy como Bryan Cranna
- Luke Roskell como Lee Withers
- Sarah Collier como Murdina Bug
- Hugh Ross como Arch Bug
- Alastair Findlay como Duncan Innes
- Paul Donnelly como Ronnie Sinclair
- Gary Lamont como Evan Lindsay
- Jack Tarlton como Kenny Lindsay
- Gilly Gilchrist como Geordie Chisholm

### Elenco convidado
- Bronwyn James como Fanny Beardsley
- Mark Cox como Reverendo Caldwell
- Anita Vettesse como Margaret Chisholm
- Ethan Thorn como o jovem Jamie
- Robin Scott como Germain Fraser
- Josh Whitelaw como Ethan Mackinnon
- Paul Kennedy como marido de Herman
- Samuel Collings como Edmund Fanning
- Anna Burnett como Alicia Brown
- Sarah Belcher como Meg Brown
- Muireann Brown como Lucinda Brown
- Connor McIndoe como Hiram Brown
- Wil Johnson como Joe Abernathy
- Stephen McCole como Graham Menzies
- Melanie Gray como Margaret Tryon
- James Gaddas como Judge Martin Atticus
- Stephen Clyde como Robert Barlow
- Clive Hayward como Quincy Arbuckle
- Sharon Young como Sra. Laurence
- Helen McAlpine como Sra. Shepherd
- Christopher Bowen como Hector Cameron
- Rosie Graham como Morna Cameron
- Elysia Welch como Morag MacKenzie
- Francesco Piacentini-Smith como Iain Og Findlay
- Miles Richardson como Coronel Chadwick
- Matthew Cottle como Hubert Sherston
- Charlotte Asprey como Phoebe Sherston
- Andrew and Matthew Adair como Jemmy MacKenzie
- Lorraine McIntosh como Sra. Sylvie
- Peter Warnock como Capitão Howard
- Brennan Martin como Wendigo Donner
- Gerald Tyler como Arvin Hodgepile
- Michael Monroe como Cuddy Brown
- Alexis Rodney como Tebbe

## Produção
A produção da quinta temporada, ambientada principalmente na Carolina do Norte, começou na Escócia em abril de 2019. Os locais incluem Kinloch Rannoch (para Craigh na Dun), a Igreja Batista Memorial Thomas Coats em Paisley, The Hermitage, Dunkeld em Perthshire e Milne Woods em Bridge of Allan. Grande parte das filmagens foi concluída no Wardpark Studios, em Glasgow.

## Episódios
| N.º na série | N.º na temp. | Título                                                           | Dirigido por       | Escrito por                       | Exibição original       | Audiência (milhões) |
| --- | ------------ | ---------------------------------------------------------------- | ------------------ | --------------------------------- | ----------------------- | ------------------- |
| 56 | 1            | "The Fiery Cross" "(A Cruz de Fogo)" (BR)                        | Stephen Woolfenden | Matthew B. Roberts                | 16 de fevereiro de 2020 | 0.82                |
| Claire e Jamie construíram uma nova casa em Fraser's Ridge, que agora se tornou uma pequena comunidade de colonos. Brianna e Roger se casam oficialmente e todos se divertem na festa de casamento. O governador Tryon pressiona Jamie para obter respostas sobre o paradeiro de Murtagh, mas Jamie mente dizendo não saber e que se esforçará para encontrá-lo. Lorde John Grey informa a Jamie que Stephen Bonnet conseguiu fugir da prisão e está vivo. Brianna ouve a conversa dos dois e fica assustada por isso. Brianna e Roger passam a noite de núpcias na antiga casa de Jamie e Claire, que agora é deles. Mesmo tentando desfrutar do momento, Brianna não para de pensar em Bonnet. Na calada da noite, Jocasta se encontra com Murtagh, que está se escondendo em uma velha cabana na floresta. Os dois passam a noite juntos, e na manhã seguinte Jocasta revela que foi pedida em casamento por Duncan Innes e Murtagh diz que não atrapalhará sua felicidade. O governador Tryon deixa uma tropa de soldados Redcoats liderados pelo tenente Hamilton Knox em Fraser's Ridge para auxiliar Jamie na caçada por Murtagh, e pede para Jamie reunir seus próprios homens. Jamie conta para Claire que não poderá desfazer o acordo com o governador com medo de perder suas terras, então decide reunir homens para caçar Murtagh. Alguns colonos juram lealdade à Jamie diante de uma cruz em chamas, entre eles Fergus e Roger. Mais tarde, Jamie se reúne com Murtagh na floresta e pede para que ele fuja, mas Murtagh se recusa a fugir e diz que apoiará os Reguladores contra o governador Tryon. |              |                                                                  |                    |                                   |                         |                     |
| 57 | 2            | "Between Two Fires" "(Entre Dois Fogos)" (BR)                    | Stephen Woolfenden | Toni Graphia & Luke Schelhaas     | 23 de novembro de 2020  | 0.79                |
| Em Hillsborough, Murtagh lidera uma manifestação junto com os Reguladores e destrói as casas dos cobradores de impostos corruptos como também os torturam e os queimam com piche. Em Fraser's Ridge, Claire tenta salvar o Sr. Farrish da morte, mas ao saber pela esposa dele que ela estava dando pílulas de mercúrio a ele para parar as dores, Claire não consegue salvá-lo e o deixa morrer. Claire faz uma autópsia secretamente e descobre que o Sr. Farrish morreu por problemas no apêndice, e Brianna teme que alguém descubra o que Claire faz, mas Claire a tranquiliza. O tenente Knox e Jamie falam de seus pontos de vista sobre a causa dos Reguladores e ao saber o que aconteceu em Hillsborough, vão até a cidade com soldados Redcoats. Jamie e o tenente ficam chocados com os horrores que ocorreram na cidade e vão ao encontro de três Reguladores presos. Os prisioneiros são homens que juraram lealdade a Jamie, mas mesmo assim todos fingem não se conhecerem. Quando um dos prisioneiros nega informar onde Murtagh estar, o tenente Knox o mata após um insulto. Mais tarde, Jamie libera os prisioneiros em segredo. Enquanto caçam na floresta, Roger demonstra para Brianna a falta que sente de sua época, e que voltar ao seu tempo seria bom para eles e para o pequeno Jeremiah. Claire pede para que Marsali seja sua aprendiz e lhe ajude a cuidar do pequeno consultório. Marsali aceita. Após saber que os colonos estão se medicado de forma errada para curar suas enfermidades, Claire escreve receitas com novos métodos eficazes e seguros para população, mas usando um pseudônimo masculino. Ela também decide fazer penicilina usando experimentos com pães mofados. Brianna acha tudo arriscado. Stephen Bonnet chega à América e se alia ao Gerald Forbes em Wilmington. |              |                                                                  |                    |                                   |                         |                     |
| 58 | 3            | "Free Will" "(Livre Arbítrio)" (BR)                              | Jamie Payne        | Luke Schelhaas                    | 1 de março de 2020      | 0.77                |
| Claire continua seus experimentos para desenvolver penicilina, mesmo com as expectativas baixas. Desafiando a ordem natural da história, ela ensina a Marsali sobre os fungos e ainda senti-se confiante a fim de buscar algo que possa melhorar o cotidiano dos colonos. Jamie fala para Claire que o tenente Knox mandou uma carta para o governador Tryon pedindo mais soldados Redcoats, e que ele foi ordenado a reunir uma milícia em Fraser's Ridge. Claire deseja ajudar com suas habilidades médicas na futura guerra iminente. Jamie pede para que Fergus espalhe anúncios sobre o recrutamento de homens para milícia, e dias depois, com a milícia formada, Jamie, Claire, Fergus, Roger e outros seguem para Brownsville, a fim de recrutar mais homens. Durante a viagem, Jamie revela para Claire que Bonnet está vivo e os dois encontram os gêmeos Josiah e Keziah Beardsley, que fugiram de uma propriedade onde eram mau tratados. Os gêmeos são órfãs e foram vendidos para o Sr. Beardsley quando criança para trabalho forçado. Jamie decide "comprar os contratos dos gêmeos" e vai com Claire até a propriedade de Beardsley, deixando Roger no comando. Os Frasers chegam na propriedade e encontram a esposa grávida de Beardsley, como também descobrem que o homem havia sofrido apoplexia e foi torturado por sua esposa vítima de abusos. Claire ajuda no parto da Sra. Beardsley e o bebê não é de seu marido e sim de um criado negro que havia ido embora. A Sra. Fanny Beardsley dá os contratos dos gêmeos para Claire e Jamie e foje deixando o bebê com eles. Jamie tira o Sr. Beardsley de seu sofrimento, o executando. |              |                                                                  |                    |                                   |                         |                     |
| 59 | 4            | "The Company We Keep" "(A Companhia que Mantemos)" (BR)          | Jamie Payne        | Barbara Stepansky                 | 8 de março de 2020      | 0.76                |
| Roger, Fergus e a milícia chegam em Brownsville mas são recebidos por um tiroteio iniciado por Lionel Brown, para matar Isaiah Morton. Isaiah é membro da milícia e teve um caso com a filha virgem de Lionel, Alicia, que está apaixonada por ele. Roger decide usar o uísque de Fraser's Ridge para acalmar os ânimos de todos. Enquanto todos desfrutam de um barril de uísque, Roger pede para Lionel e seus homens se unirem a milícia, mas Lionel só pensa em se vingar de Morton por ele ter estragado seu plano de casar Alicia com Elijah Ford, algo que salvaria sua família da pobreza. Jamie e Claire chegam com a bebê de Fanny em Brownsville e contam para os gêmeos Beardsley que agora eles são livres. Claire conhece algumas mulheres que lhe ajudam a alimentar a bebê, entre elas, Lucinda Brown se oferece para adotar a bebê. Claire descobre que suas recomendações para evitar gravidez foram publicadas nos jornais com o pseudônimo Dr. Rawlings. Jamie questiona a autoridade de Roger por ele não ter evitado que três homens desertassem da milícia, e depois liberta Morton ao saber que ele já é casado e o ameaça caso ele volte. Quando todos descobrem que Morton fugiu, Lionel prepara-se para caça-lo e quase entra em confronto com Jamie, mas Richard Brown o impede. Richard aceita participar da milícia com seus homens. Brianna começa a ficar perturbada por saber que Bonnet está vivo, mas quer evitar falar sobre isso com Marsali. Marsali revela que seu pai era um homem abusivo e que adorou quando ele morreu na prisão por ser um jacobita. Os gêmeos precisam de um procedimento cirúrgico para remover uma infecção nas amígdalas e Claire decide voltar para Fraser's Ridge com eles e Roger. Claire também fala para Alicia que Morton já é casado e isso a devasta. Mais tarde, Alicia tenta suicídio, mas é parada por Claire e Jamie, e eles ficam sabendo que a jovem está grávida. Morton aparece em Brownsville novamente e quer fugir com Alicia. Na manhã seguinte, Claire e Jamie os ajudam a fugir. |              |                                                                  |                    |                                   |                         |                     |
| 60 | 5            | "Perpetual Adoration" "(Adoração Perpétua)" (BR)                 | Meera Menon        | Alyson Evans & Steve Kornacki     | 15 de março de 2020     | 0.73                |
| Em 1968, Claire desenvolveu uma amizade com um paciente escocês que estava com proplemas na vesícula, mas o paciente não resistiu a cirurgia por se intoxicar com a penicilina. O paciente foi quem inspirou Claire visitar o Reino Unido novamente com Brianna. No século XVIII, em Fraser's Ridge, Claire finalmente consegue desenvolver penicilina. Brianna senti-se orgulhosa pelo que Roger fez em Brownsville, e eles pensam na possibilidade de ensinarem nas universidades da época ou até mesmo formar sua própria universidade, porém Roger se contenda em aceitar o que já foi lhe atribuído: capitão da milícia. Jamie, Fergus e a milícia chegam em Hillsborough e tentam recrutar mais homens, como também se encontra com o tenente Knox. O tenente mostra uma carta do governador Tryon exonerando todos os reguladores, para evitar um confronto, mas não desiste de encontrar Murtagh. Knox fala que pediu o registro com os nomes dos prisioneiros em Ardsmuir, com a esperança de encontrar antigos prisioneiros nas colônias que podem estar escondendo Murtagh. E isso deixa Jamie apreensivo. Claire aplica sua penicilina em Keziah e mesmo com receio de não funcionar, ela faz o procedimento cirúrgico para remover as amígdalas do garoto com sucesso. Brianna revela para Roger que Bonnet está vivo, e que é assombrada pelas lembranças dele. Roger fala que Bonnet não irá atrapalhá-los e que quando Jemmy tiver a idade certa, eles viajarão pelas pedras. O tenente Knox fala para Jamie que gosta da amizade que construíram, e quando o tenente recebe a carta com os nomes dos prisioneiros presos depois da batalha de Culloden, Jamie confessa que foi um dos presos e que Murtagh é seu padrinho. Quando o tenente ameaça entregá-lo como traidor, Jamie o mata por sufocamento e causa um incêndio no quarto de Knox. Jamie então foje sem ser visto. |              |                                                                  |                    |                                   |                         |                     |
| 61 | 6            | "Better to Marry Than Burn" "(Melhor casar do que Queimar)" (BR) | Meera Menon        | Stephanie Shannon                 | 22 de março de 2020     | 0.82                |
| Em 1746 na Escócia, Jocasta fugia com seu marido Hector e sua filha Morna para não serem pegos por serem jacobitas, mas durante a viagem na estrada eles são parados por Redcoats que descobrem que eles fugiam com ouro francês que estava destinado a ajudar colocar Charles Stuart no trono. Durante um confronto, os soldados são mortos e a filha de Jocasta também. Jocasta é obrigada a fugir com o marido deixando o corpo de sua filha na estrada. Já em 1771, Jocasta assina os documentos que passará sua propriedade de River Run para o pequeno Jeremiah como herança, uma vez que nem ela e seu noivo Duncan Innes não tem filhos. Jamie assina como testemunha na presença de Gerald Forbes. Na festa de preparação do casamento de Jocasta, Jamie e Claire se encontram com o governador Tryon que revela que irá se mudar para Nova York, mas que pretende por um fim nos Reguladores antes de ir. Claire ouve algumas mulheres comentando sobre o folhetim que apresentava os métodos preventivos da gravidez e questionavam qual mulher iria fazê-los e evitar um "presente de Deus". Claire então rebate dizendo que possivelmente as mulheres que não tenham recursos iriam fazer os métodos, deixando a situação desconfortável. Uma nuvem de gafanhotos se aproxima das plantações do Fraser's Ridge, e os colonos planejam queimar suas lavouras mesmo Roger alegando que não é uma boa ideia, e que irá pensar em algo. Roger pensa em camuflar as plantações com fumaça para que os gafanhotos não atinja-as e com a ajuda de todos, o plano funciona com sucesso. O governador Tryon explica o motivo de sua carta para Knox, e conta para Jamie que os Reguladores serão enforcados caso continuem com a revolta, caso não prossigam, eles receberão misericórdia, exoneração e continuarão vivos. Claire descobre que Stephen Bonnet está contrabandiando mercadorias de Philip Wylie para aumentar os lucros desse último e fala para Jamie. Murtagh se encontra com Jocasta durante a noite e expressa seu amor por ela, mesmo ela estando destinada a se casar. Jocasta revela que não pode amar um homem que sempre vai ser procurado por suas ações e então Murtagh vai embora para a tristeza de Jocasta. Jamie decide fazer com que Wylie marque uma reunião com Bonnet para que este último ajude o "Alexander Malcolm" obter mais lucros com seu negócio de uísque, como uma desculpa para pegar Bonnet de uma vez por todas. |              |                                                                  |                    |                                   |                         |                     |
| 62 | 7            | "The Ballad of Roger Mac" "(A Balada de Roger Mac)" (BR)         | Stephen Woolfenden | Toni Graphia                      | 29 de março de 2020     | 0.81                |
| Brianna, Lizzie e Jemmy vão para Hillsborough em busca de segurança na casa do Sr. Sherston devido a guerra que está por vir. Roger teme não conseguir voltar e que o Jeremiah fique órfão de pai. Mas Brianna tenta fazê-lo ter pensamentos positivos. No acampamento do governador Tryon, Jamie pede para que seus homens coloquem destintivos para que não sejam confundidos com os Reguladores. Isaiah Morton aparece no lugar pedindo para que Jamie o deixe lutar, mesmo com Lionel não aceitando. Jamie permite que Morton participe da batalha. O reverendo Caldwell chega ao acampamento com uma carta de petição dos reguladores para que o governador reconsidere e ouça suas queixas e tente fazer com que não haja uma matança, mas o governador Tryon se recusa a ter piedade uma vez que os Reguladores já causaram muito sofrimento e não desistiram de prosseguir com a revolta. Brianna acaba sabendo pelo sr. Sherston que as tropas do governador e dos reguladores estão próximos do Rio Alamance. Brianna se lembra da aula de história sobre o que aconteceu na Batalha de Alamance e vai até o acampamento dizer para Jamie, Claire e Roger que os Reguladores serão massacrados. Jamie quer avisar a Murtagh, mas se a batalha for impedida, mudará o rumo da futura Revolução Americana. Roger se oferece para ir convencer Murtagh a adiar a batalha e ao chegar em seu acampamento, ele falha em convencê-lo, pois Murtagh e seus homens estão dispostos a lutarem uma vez que o governador não reconsiderou a petição. Roger reencontra Morag McKenzie, que está casada com um dos reguladores, o Buck MacKenzie, filho de Duncan com Geillis e ancestral de Roger. Ele pede para que ela e sua família fujam e devido a um desentendimento Roger é capturado pelo marido de Morag. A batalha de Alamence acontece e muitos Reguladores acabam sendo mortos pelo poder de fogo dos Redcoats. Claire tem um desentendimento com Lionel que quebra sua seringa e com isso ela não consegue injetar um antibiótico em Morton que foi baleado. Murtagh é gravemente ferido e é levado por Jamie até Claire. Infelizmente Murtagh falece para a tristeza dos Frasers. Muitos Reguladores se rendem e são feitos prisioneiros. Roger está desaparecido e quando Jamie, Claire e Brianna procuram por ele, o encontram enforcado ao lado de alguns Reguladores. |              |                                                                  |                    |                                   |                         |                     |
| 63 | 8            | "Famous Last Words" "(Famosas Últimas Palavras)" (BR)            | Stephen Woolfenden | Danielle Berrow                   | 12 de abril de 2020     | 0.78                |
| Roger felizmente ainda está vivo, mesmo pendurado pelo pescoço. Ele usou sua mão para impedir que a corda o estrangulasse e logo é socorrido por Claire. Três meses depois, Roger não aparenta ser o mesmo, ele sofre com transtorno pós-traumático em silêncio e não consegue falar devido sua garganta está se recuperado das lesões. Brianna está preocupada pelo estado do marido, mas Claire garante que isso vai passar. Jocasta visita o túmulo de Murtagh em Fraser's Ridge, e admira a lealdade que ele teve para com Jamie, que mesmo estando em lados diferentes na guerra, Murtagh sempre amou Jamie como um filho. O Lorde John Grey visita os Frasers e trás uma carta do governador Tryon oferecendo terras para Roger, para se desculpar pelo mau entendido que quase o matou. Brianna fica furiosa e diz não querer aceitar. O Jovem Ian retorna ao Fraser's Ridge, e Jamie, Claire e Brianna ficam contentes por revê-lo, mas Roger não demonstra muita alegria, assim como o jovem Ian que voltou estranho. Durante o jantar de boas-vindas, o jovem Ian evita falar muito sobre o tempo que passou com os índios moicanos, e Jamie pergunta se ele está disposto a ir com Roger marcar a fronteira dos hectares que o governador Tryon ofereceu. O Jovem Ian permanece calado e todos jantam em silêncio. Na manhã seguinte, Jamie questiona o que aconteceu entre o jovem Ian e os Moicanos, mas o rapaz não prefere falar. O Jovem Ian e Roger saem para a expedição de mapeamento dos hectares de terra oferecidos pelo Tryon, e Roger decide tentar superar seus traumas pelo amor à Brianna. Ele também evita que o Jovem Ian tome veneno para acabar com a dor de seu coração partido. É revelado o motivo pelo qual o Jovem Ian estava se comportando de forma estranha: depressão após seu relacionamento com uma moicana não ter dado certo. Roger encoraja o Jovem Ian a superar sua dor e que se esforce para construir uma nova vida em Fraser's Ridge. Chegando em casa, Roger demonstra seu amor para Brianna e diz que enfrentará seus traumas para preservar seu amor por ela. |              |                                                                  |                    |                                   |                         |                     |
| 64 | 9            | "Monsters and Heros" "(Monstros e Heróis)" (BR)                  | Annie Griffin      | Shaina Fewell                     | 19 de abril de 2020     | 0.84                |
| O outono está próximo e alguns homens do Fraser's Ridge decidem sair para caçar, entre eles estão Jamie, Roger, Josiah, Fergus e Jovem Ian. Jamie e Roger se separam dos demais e encontram um rebanho de bisão-americano num campo aberto. Prestes a matá-los, Jamie é picado na perna por uma cobra. Após matar a cobra, Jamie é socorrido por Roger que suga o que consegue do veneno na perna de seu sogro, para que a toxina não se espalhe, e guarda a cabeça da cobra. Roger tenta encontrar os outros homens mas eles já haviam partido. Josiah e os outros chegam em Fraser's Ridge e Claire acha estranho Jamie e Roger não terem voltado, mas pensam na possibilidade dos dois terem ficado para acampar. Durante a noite na floresta, Jamie diz para Roger que ele deve matar Stephen Bonnet caso não sobreviva, ele fala também sobre o plano de usar Philip Wylie para chegar até Bonnet. Jamie senti-se culpado por ter salvado Bonnet de seu enforcamento, se não tivesse feito isso, Bonnet jamais teria causado transtornos a família Fraser. Na manhã seguinte, Roger arrasta Jamie pela floresta a fim de chegar em casa, mas Jamie está muito debilitado e Roger teme que ele não resista. Ao perceber que algo errado deve ter ocorrido, o Jovem Ian e os demais homens retornam para floresta e encontram Jamie e Roger e os levam de volta para Fraser's Ridge. Claire está preocupada com o estado de seu marido, e pede para que Marsali convoque todos os colonos para que busquem larvas para comer a carne podre da perna de Jamie e conter as bactérias. Ela decide dá caldo de antibióticos para seu marido, mesmo sabendo que uma injeção seria melhor, mas infelizmente sua seringa havia sido destruída. Roger fala para Brianna sobre o pedido de Jamie para matar Bonnet, pois Bonnet pode ter direito de reivindicar a guarda de Jemmy, uma fez que pode ser o pai biológico. Brianna fica com raiva. Após salvar Jemmy e Lizzie de um bisão, Brianna pergunta a mãe se seu pai tem chances de viver, e Claire fala que possivelmente, mas teme em ter que precisar amputar a perna de Jamie devido a infecção. Jamie se recusa a ser amputado, mas depois é convencido pelo Jovem Ian quando o rapaz menciona que não é nada vergonhoso perder uma perna. Brianna lembra que os dentes das cobras são ocos e usando a presa da sepernte que picou seu pai ela faz uma seringa e chega a tempo para impedir a amputação de Jamie. Claire consegue injetar sua penicilina na perna de Jamie salvando-o da infecção. |              |                                                                  |                    |                                   |                         |                     |
| 65 | 10           | "Mercy Shall Follow Me" "(A Misericórdia Me Seguirá)" (BR)       | Annie Griffin      | Megan Ferrell Burke               | 26 de abril de 2020     | 0.85                |
| Stephen Bonnet se encontra com seu novo advogado Gerald Forbes, para falar sobre como será o processo pela guarda de Jeremiah. Gerald fala que precisará da assinatura de algumas testemunhas do bar na noite em que Bonnet estuprou Brianna, para confirmar que ele teve relações com ela. Gerald garante que uma vez que tiver direito sobre seu filho, Bonnet administrará River Run. Os Frasers se preparam para fazer a emboscada de Bonnet e o Jovem Ian se apresentará para Bonnet como Alexander Malcolm. Claire e Brianna vão caminhar na praia após terem encomendado a fabricação de uma nova seringa, e as duas são surpreendidas por Bonnet que sequestra Brianna. No ponto de encontro para a reunião, Jamie, Ian e Roger percebem que Bonnet não veio e que ele mandou alguns de seus homens para fechar o acordo. Ocorre uma luta entre eles e após subjugar os homens Jamie exige saber o paradeiro de Bonnet. Brianna é levada para a ilha particular de Bonnet, este último pretende casar-se com ela e pede para que ela lhe dê aulas de etiqueta como também pede que ela haja como sua futura esposa. Para sobreviver e escapar da ilha a fim de retornar para sua família, Brianna começa a fingir se importar com Bonnet e o iludi sobre querer se casar com ele. Bonnet percebe o jogo de teatro que Brianna está fazendo e decide vendê-la como escrava para um pirata. Roger, Jamie e Ian encontram Philip Wylie e o ameaçam para que ele diga a localização de Bonnet, mas Wylie dá a localização do bar em que Bonnet frequenta. Em River Run, Jocasta pede para que Gerald escreva um testamento para a divisão de sua fortuna para os Frasers. Temendo não sobrar nada para ele da herança quando Bonnet tomar posse de River Run, ele tenta matar Jocasta, mas é impedido por Ulysses que o estrangula. Claire busca informação de uma mulher sobre Bonnet, e após ajudá-la com sua dor de anisomelia estrutural, a mulher lhe dá a localização da ilha de Stephen. Claire, Jamie, Roger e Jovem Ian chegam a tempo de resgatar Brianna de ser vendida para um pirata, e Bonnet é capturado. Eventualmente, Stephen Bonnet é condenado à morte por afogamento devido à seus crimes e no dia de sua sentença ele é amarrado em um tronco no meio de um lago, para morrer afogado quando a maré subir. Mais tarde, Brianna aparece no local e atira na cabeça de Bonnet. |              |                                                                  |                    |                                   |                         |                     |
| 66 | 11           | "Journeycake" "(Bolo para Jornada)" (BR)                         | Jamie Payne        | Diana Gabaldon                    | 3 de maio de 2020       | 0.87                |
| De volta à Fraser's Ridge, Claire lembra a Brianna do sanduíche com pasta de amendoim que esta última lhe fez para viagem de voltar ao passado, e as duas são surpreendidas quando o pequeno Jemmy se queima ao segurar a pedra indigina do guerreiro moicano Dente de Lontra que viajou no tempo, que agora pertencia ao Jovem Ian. Claire, Brianna e Roger ouvem o barulho do vento das pedras de Craigh na Dun e deduzem que Jemmy pode viajar por elas para o futuro. Lionel e Richard Brown aparecem em Fraser's Ridge para convocar Jamie e seus homens para se juntar no Comitê de Segurança do Condado de Rowan, a fim de proteger a região dos ataques de supostos índios, mas jovem Ian garante que não são os índios que estão queimando as casas e que homens brancos podem está fazendo isso. Jamie não aceita participar e diz que permanecerá em sua propriedade e garantirá que nada de ruim aconteça a ele e sua família. O Jovem Ian questiona o motivo pelo qual Claire ouviu ventos enquanto ele e Jamie não, e ela decide contar a verdade sobre ela, Brianna e Roger terem viajado no tempo. Jamie fala que é melhor esconder esse segredo por proteção. Claire e Jamie levam comida para Ulysses que está vivendo como foragido por ter matado Gerald, ele está escondido na cabana que era de Murtagh. Ulysses diz que escolheu ficar ao lado de Jocasta mesmo depois dela ter assinado sua carta de alforria e que mataria por ela novamente. Brianna e Roger decidem ir embora e voltar para o século XX a fim de uma vida melhor para Jemmy, e os dois planejam dizer à todos que Roger conseguiu um emprego como professor na universidade de Boston. Lorde John Grey visita mais uma vez os Frasers e fica sabendo sobre a morte de Bonnet. Ele também conta que irá retornar à Inglaterra, pois Lorde Dunsany morreu e o jovem William se tornará o novo conde. Jamie conta sua história com os Dunsany para Brianna e que ela tem um meio-irmão. Brianna começa a se despedir de todos em Fraser's Ridge e Lizzie fica devastada ao saber que não pode ir com ela para Boston, mas Brianna pede para que ela fique para cuidar de seus pais. Brianna também se despede de John e depois viaja com Roger, Jemmy e jovem Ian para as pedras em Nova York. Mas dá algo errado na viagem pelas pedras. Claire cuida do pulso quebrado da sra. Brown após Lionel ter a machucado pelo fato dela não ter se deitado com ele, seguindo as recomendações de evitar gravidez do dr. Rawlings. Lionel acaba descobrindo que Claire é a responsável pelas recomendações no jornal usando o nome de Rawlings, e então sequestra ela junto com alguns de seus homens. Ao descobrir que Claire foi levada, Jamie acende uma cruz de madeira no alto de um penhasco para convocar seus aliados com o objetivo de resgatar Claire. |              |                                                                  |                    |                                   |                         |                     |
| 67 | 12           | "Never My Love" "(Nunca Meu Amor)" (BR)                          | Jamie Payne        | Matthew B. Roberts e Toni Graphia | 10 de maio de 2020      | 0.86                |
| Lionel e seus homens planejam levar Claire para Brownsville para confessar que foi ela quem fez as recomendações de prevenção à gravidez no jornal, além de buscar uma punição para ela devido aos "ensinamentos profanos". Um dos homens corta o seio de Claire e outro chamado Tebbe teme que ela seja uma bruxa. Tebbe tenta não ser agressivo com Claire com medo de maldições. Claire tenta persuadir Tebbe ajudá-la a fugir pelo rio, mas ela é capturada e tem sua boca amordaçada por Lionel. Durante a noite, um dos homens vai até onde Claire está amarrada a uma árvore e se apresenta como Wendigo Donner. Ele revala que sabia que Claire não era daquela época devido às recomendações no jornal e fala que veio do futuro também, de 1968, junto com um grupo índios americanos, entre eles Robert Springer, o Dente de Lontra. Claire pede para que ele lhe solte e que fujam, mas Donner diz que não pode ajudar por enquanto e vai embora. Lionel e seus homens estupram Claire que começa a imaginar como seria sua vida ao lado de sua família no século XX, e durante sua imaginação em um dia de ação de graças, ela recebe a notícia de que Roger e Brianna morreram em um acidente de carro com o filho. Enquanto isso, a viagem pelas pedras de Roger, Brianna e Jemmy não funciona e eles decidem retornar para Fraser's Ridge com o jovem Ian. Durante o caminho de volta eles veem a cruz em chamas e correm para saber o que estava acontecendo. Eles chegam quando Jamie está reunindo seus leais homens para caçar os Browns, e Ian com Roger se unem a eles. Jamie e seus homens localizam o acampamento de Lionel e assassina todos os homens que estupraram Claire, deixando Lionel vivo para fazer perguntas. Todos retornam para casa e Claire se reencontra com Brianna, mas ela fica traumatizada pelos abusos que sofreu. Na manhã seguinte, Claire não consegue tratar os ferimentos de Lionel ainda abalada pelo que ele fez, e presa ao seu juramento de médica que nunca irá machucar uma pessoa, ela sai de seu consultório abalada. Marsali por sua vez, injeta veneno de cicuta em Lionel se vingando pelo mau que ele causou a sua madrasta. Jamie então leva o corpo de Lionel para Brownsville e explica tudo que aconteceu para Richard, mas Richard promete não buscar vingança pelo irmão, pois reconhece que Lionel fez algo admissível. Ao passar dos dia em Fraser's Ridge, Claire tenta superar seu trauma ao lado de Jamie, que ressalta o quanto a admira pela sua coragem e ama por isso. |              |                                                                  |                    |                                   |                         |                     |